# Vasektomie

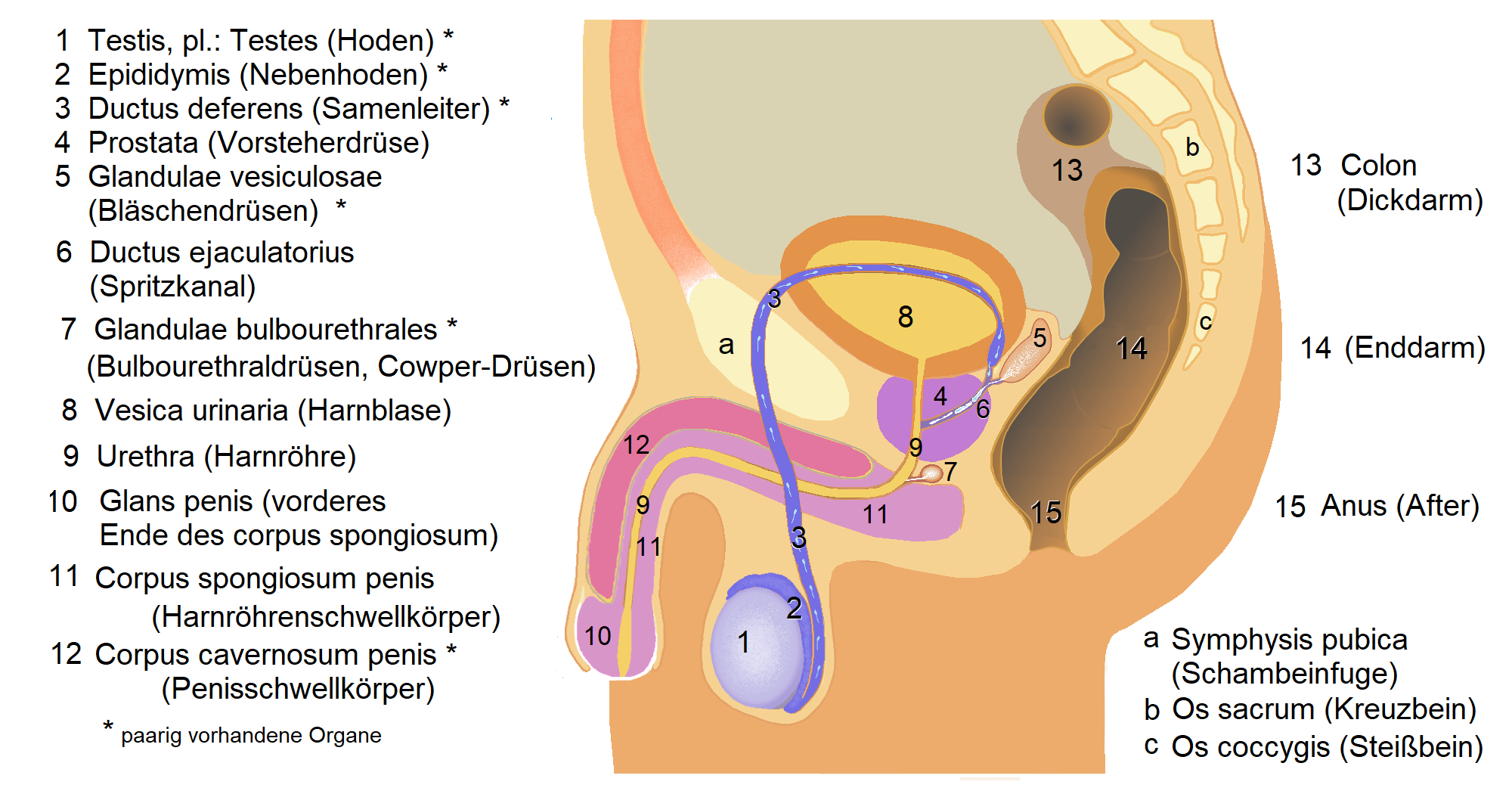
Lage des Samenleiters oder Spermienleiters

Vasektomie, in Fachkreisen auch Vasoresektion genannt, bezeichnet im weiteren Sinne das Entfernen von Gefäßen oder Gefäßteilen aus dem Körper. Meistens wird damit jedoch ein chirurgischer Eingriff zur Sterilisation des Mannes bezeichnet. Die Operation wird zur Empfängnisverhütung eingesetzt. Dabei werden die im Samenstrang befindlichen Samenleiter (Ductus deferens) im Bereich des Hodensacks oberhalb des Nebenhodens des Mannes durchtrennt.

## Häufigkeit
In Deutschland sind 3 % aller einwilligungsfähigen 20- bis 44-jährigen Männer vasektomiert.
Weltweit sind es weniger als 3 % der Männer.
Spitzenreiter sind Kanada mit 22 %, Großbritannien mit 19 %, Korea mit 17 %, Australien und Neuseeland mit 15 % und die USA mit knapp 10 %.

## Durchführung und Folgen

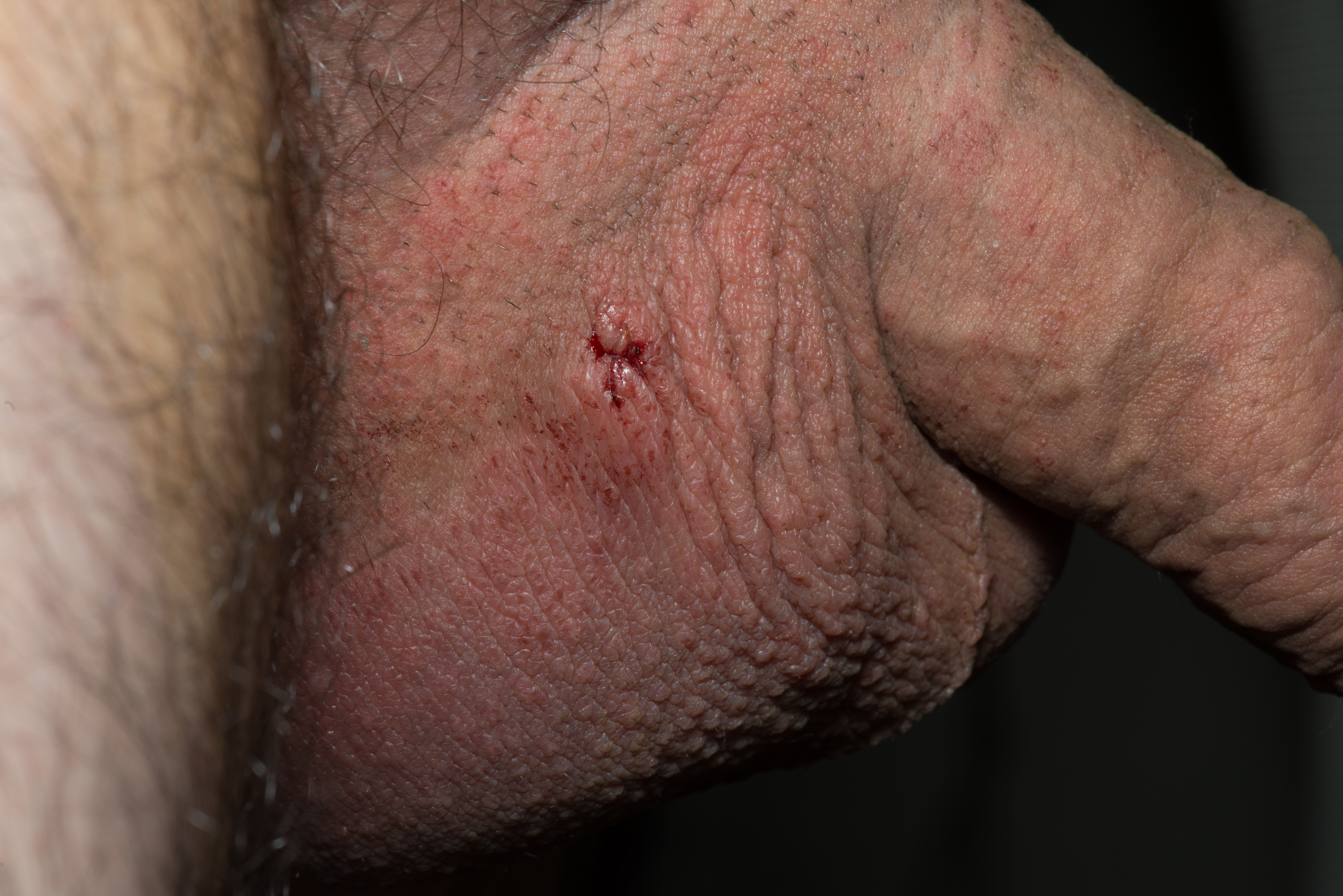
Schnittwunde am Hodensack nach erfolgter Vasektomie

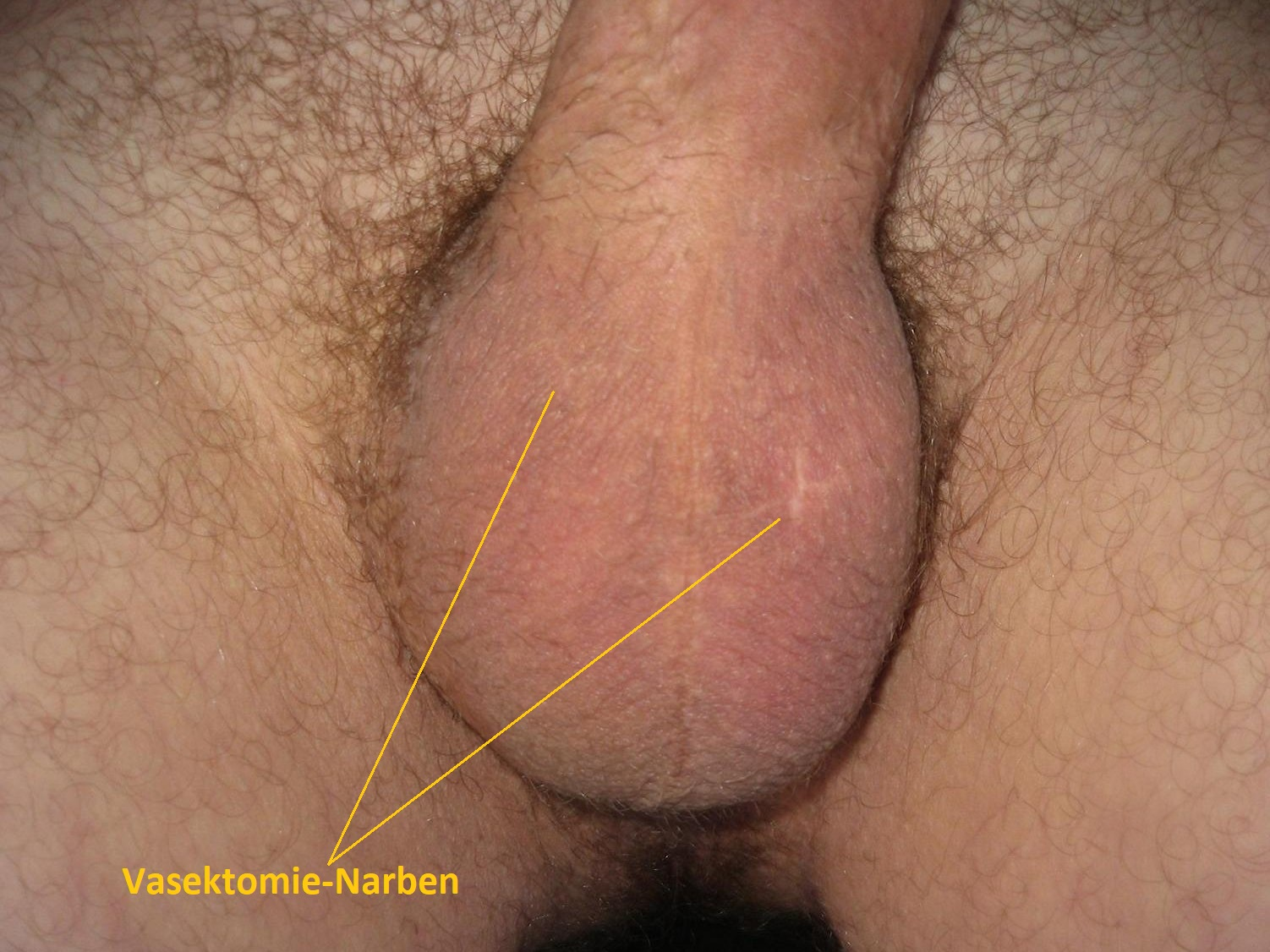

Die Operation wird meist ambulant unter örtlicher Betäubung durchgeführt. Der Arzt legt mit einem mittigen Schnitt oder jeweils rechts und links mit insgesamt zwei kleinen Schnitten am Hodensack die Samenleiter frei und entfernt jeweils ein etwa 1 bis 3 cm langes Stück des Samenleiters. Diese werden anschließend im Bereich der Schnittstellen verödet oder aber umgeschlagen und mit einem nicht-resorbierbaren Faden ligiert (Ligaturtechnik) oder einer Titanklammer abgeklemmt.
In den USA wird die Vasektomie nach Kondomen, oralen Kontrazeptiva („Antibabypille“) und Tubensterilisation bei der Frau als vierthäufigste Methode der Empfängnisverhütung angewendet. Verglichen mit der Tubensterilisation bei der Frau, die eine weitere weitverbreitete Methode der dauerhaften Empfängnisverhütung darstellt, ist die Vasektomie genauso sicher, wesentlich komplikationsärmer und deutlich billiger. Die American Urological Association empfiehlt daher in ihren aktuellen Leitlinien, dass die Vasektomie viel häufiger zur dauerhaften Empfängnisverhütung angewendet werden sollte. Zudem wird die Anwendung der sogenannten no-scalpel Vasektomie empfohlen. Bei der no-scalpel Vasektomie erfolgt nur eine kleine Hautöffnung (<10 mm), die Freilegung der Samenleiter wird dann minimal-invasiv mit Spezialinstrumenten (spezielle Ringklemme und spezielle angeschärfte Dissektions-Klemme) durchgeführt. Das Risiko von Schmerzen während und nach der Operation sowie das Risiko einer Nachblutung oder Infektion wird mit der no-scalpel Vasektomie deutlich verringert.
Das Risiko, an einem Prostatakarzinom zu erkranken, wird kontrovers diskutiert.
Die Hormonproduktion in den Hoden bleibt erhalten und auch die Erektionsfähigkeit des Penis wird nicht beeinflusst. Da die weiterhin in den Hoden produzierten Spermien nach der Durchtrennung der Samenleiter nicht mehr abgeführt werden können, werden sie vom Körper resorbiert. Das Ejakulat eines sterilisierten Mannes enthält keine Spermien mehr, ansonsten ist es bezüglich des Volumens, Aussehens, Geruchs und Geschmacks weitestgehend unverändert. Nur die Konsistenz des Ejakulats ist nach einer Vasektomie etwas wässriger und weniger geleeartig.

## Sicherheit
Der Pearl-Index bei einer Vasektomie beträgt 0,1. Das bedeutet, dass im Verlauf eines Jahres bei einem von 1000 Paaren mit Geschlechtsverkehr eine unerwünschte Schwangerschaft entsteht. Im Vergleich hat das Kondom einen Pearl-Index zwischen 2 und 15.
Die Vasektomie gilt daher statistisch betrachtet als eine der sichersten und dauerhaftesten Verhütungsmethoden überhaupt. Da sich nach der Vasektomie bis zu zwölf Wochen noch Spermien in der Samenflüssigkeit befinden können, ist es üblich, nach beispielsweise vier, acht und zwölf Wochen das Ejakulat auf Samenfäden zu untersuchen.
In seltenen Fällen (< 0,1 %) kann es, auch bei technisch einwandfreier Durchführung des Eingriffes, durch eine spontane Rekanalisation zur unerwünschten neuerlichen Durchgängigkeit der Samenleiter kommen. Um solch eine Rekanalisation auszuschließen, wird nach einem Jahr das Ejakulat erneut untersucht. Die Wahrscheinlichkeit dafür wird mit 1:2000 angegeben.

## Sexualität nach dem Eingriff
Die Potenz des Mannes und sein Lustempfinden verändern sich nicht, da in den Hoden weiterhin männliche Hormone in gleicher Menge gebildet werden. Das Gefühl bei der Ejakulation verändert sich nur geringfügig, da die meiste Flüssigkeit für das Ejakulat in der Prostata und in der Bläschendrüse gebildet wird, diese Drüsen liegen weit oberhalb der Durchtrennungsstelle und erfüllen weiterhin ihre Funktion. Laut einer Studie des Vasektomie Zentrums Frankfurt (Urogate) waren vasektomierte Männer in Beziehungen mit Partnerinnen (Heterosexualität) zufriedener mit ihrem Sexualleben und erlebten häufiger Orgasmen als die Männer in der Kontrollgruppe. Für die betroffenen Partnerinnen konnte kein Unterschied in der sexuellen Zufriedenheit festgestellt werden.

## Komplikationen

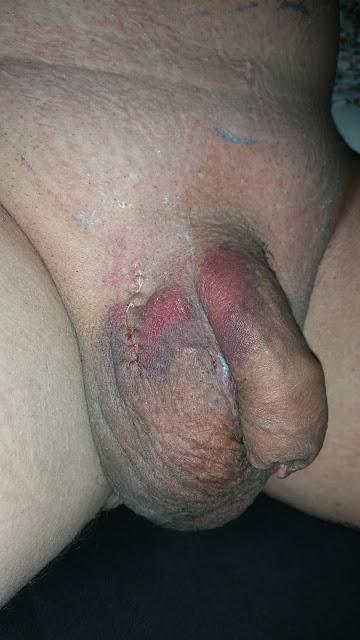
Operationsnarbe und Bluterguss nach Vasovasostomie

Die Angaben über die Häufigkeit von Komplikationen variieren in der Fachliteratur und sind abhängig von der angewandten Operationstechnik, eventuellen Vorerkrankungen oder vorangegangenen chirurgischen Eingriffen (z. B. einer Orchidopexie) und wahrscheinlich auch von der Erfahrung und der Operationsfrequenz des durchführenden Arztes. Insgesamt werden Komplikationen selten beschrieben. Am häufigsten kommt es zu Hämatomen (0,9 %) und Infektionen (bis zu 1,5 %). Eine Übersichtsarbeit über den Zeitraum von 1964 bis 1998 kommt auf eine Quote von frühen Komplikationen wie Hämatom, Infektion, Spermagranulom, Epididymitis und Post-Vasektomie-Syndrom in 1 bis 6 % der Fälle.
Schmerzen werden in der Untersuchung von David Sokal erfasst. Mäßige bis starke Schmerzen während des Eingriffs gaben knapp 5 % der Männer an, leichte Schmerzen wurden bei bis zu 35 % beschrieben und werden bei der seit mehreren Jahren bekannten Non-Skalpell Methode etwas seltener beobachtet. Keine Schmerzen geben je nach Methode 60–67 % der Männer an. Als Post-Vasektomie-Schmerz-Syndrom werden dauerhafte Schmerzen im Bereich des Nebenhodens bezeichnet, die nach der Vasektomie auftreten können. Wie häufig es ganz genau zu solchen Beschwerden kommt, ist sehr umstritten. In der europäischen Fachliteratur, in den Informationen großer internationaler Familienplanungsorganisationen und auch von der Deutschen Gesellschaft für Urologie wird diese Komplikation nur sehr selten oder gar nicht erwähnt, allerdings erwähnt die Bundeszentrale für gesundheitliche Aufklärung ein Vorkommen von 1–14 %. In der angloamerikanischen Literatur wird das Schmerz-Syndrom in 2 bis 8 % der Fälle beschrieben. Die Ursache dieser Schmerzen ist unklar. Diskutiert werden erhöhter Druck im Nebenhoden oder Nervenreizung.
Die Versagerrate der Vasektomie wird mit 0 bis 2 % angegeben. In den meisten Studien wurde eine Versagerrate von unter 1 % festgestellt. Sehr selten kann es nach Monaten bis Jahren zu einer Öffnung der Samenleiter mit nachfolgender Schwangerschaft kommen, die Häufigkeit wird mit 1 zu 2000 angegeben.

## Refertilisierungsoperationen nach Vasektomie
Für eine Rückoperation (Refertilisierungsoperation, auch als Vasovasostomie bezeichnet), die 5 bis 7 % der Patienten anstreben, bestehen sehr hohe Erfolgsraten, wenn die Operation von einem erfahrenen Mikrochirurgen durchgeführt wird. Gründe für eine Vasovasostomie  sind vielfältig, der häufigste Grund ist jedoch eine neue Partnerschaft. Die Durchgängigkeitsraten liegen über 95 %, wenn die Vasektomie weniger als fünf Jahre zurückliegt. Die Schwangerschaftsrate liegt dann bei über 65 %. Wichtiger Einflussfaktor auf die Schwangerschaftsrate ist die Fruchtbarkeit der Partnerin, hier spielt das Alter die bedeutendste Rolle. Wenn die Vasektomie länger zurückliegt, sinken die Erfolgswahrscheinlichkeiten der Refertilisierungsoperation leicht ab. Aber auch nach mehr als 15 Jahren bestehen noch Durchgängigkeitsraten von mehr als 80 % und Schwangerschaftsraten von ca. 50 %.
Alternativ besteht die Möglichkeit zur assistierten Fertilisation („künstliche Befruchtung“) mittels ICSI (= Intrazytoplasmatische Spermieninjektion) nach chirurgischer Gewinnung von Spermien z. B. durch testikuläre Spermienextraktion (TESE) oder durch Perkutane Nebenhoden-Spermienaspiration (PESA). Die kumulativen Schwangerschaftsraten nach Refertilisierungsoperation sind aber durchschnittlich höher als bei der künstlichen Befruchtung. Die Refertilisierung ist kostengünstiger und physiologischer, da die natürliche Fruchtbarkeit des Mannes wiederhergestellt wird. Belastungen der Partnerin, die mit der künstlichen Befruchtung einhergehen, entfallen. Zur Refertilisation werden Vasovasostomie (mikrochirurgische Readaptation des durchtrennten Samenleiters) oder, sofern notwendig, auch die Tubulovasostomie (mikrochirurgische Annaht des Samenleiters an den Nebenhodenkanal) angewandt. Welche OP-Technik notwendig ist, entscheidet der Operateur intraoperativ. Treten aus dem hodennahen Samenleiter nach Freilegung keine Spermien aus, ist eine Vasovasostomie nicht sinnvoll. Es wird nun diejenige Stelle im Bereich des Nebenhodenkanals aufgesucht, wo Spermien vorhanden sind. Dann erfolgt die Verbindung von Nebenhodenkanal und prostataseitigem Samenleiter („Tubulovasostomie“). Eine Vasovasostomie ist ein mikrochirurgischer Eingriff der ein hohes Maß an Präzision und eine absolute Ruhelage des Patienten erfordert. Daher erfolgt der Eingriff unter Narkose.

## Kosten

### Deutschland
Die gesetzlichen Krankenkassen in Deutschland betrachten eine Vasektomie als „Bestandteil der persönlichen Lebensplanung“ und übernehmen die Kosten seit dem 1. Januar 2004 in der Regel nicht mehr. Ausnahmen sehen sie nur noch in medizinisch begründeten Fällen vor.

### Österreich
Auch in Österreich werden die Kosten von Krankenkassen nicht übernommen. Die Kosten variieren, abhängig von der Methode und dem Leistungsumfang. Weiterhin besteht ein gesetzliches Mindestalter von 25 Jahren für den Eingriff, welches nur in Ausnahmefällen unterschritten werden darf.

## Religiöse Akzeptanz
In der Römisch-katholischen Kirche wird die Vasektomie als unzulässiges Verhütungsmittel bezeichnet und somit als Sünde verworfen.
In der Evangelischen Kirche ebenso wie in den christlichen Freikirchen ist die Haltung zur Vasektomie uneinheitlich und kann in den Gemeinden sowie in theologischen Auslegungen variieren.

## Abgrenzung
Die Vasektomie ist abzugrenzen von der Kastration, der Entfernung oder Außerfunktionssetzung der Hoden.